# Rádžašáhská oblast
Rádžašáhská oblast je jedna z osmi oblastí Bangladéše. Jejím hlavním městem je Rádžašáhi. Vznikla v roce 1829 a v roce 2022 zde žilo přes 20 milionů obyvatel. Oblast nese svůj název po Rádžašáhském okrsku. V roce 1947 se z provincie vydělila její severní část, jež se stala nově vzniklé Indie jako součást státu Západní Bengálsko. V roce 2010 se z oblasti vydělila Rangpurská oblast. 94 % obyvatel oblasti vyznává islám, zatímco 6 % obyvatel oblasti jsou hinduisté. Úředním jazykem oblasti je bengálština. 